# 匝瑳警察署
匝瑳警察署（そうさけいさつしょ）は、千葉県警察が管轄する警察署の一つである。

## 管轄区域
- 匝瑳市

※2006年3月26日まで隣接していた匝瑳郡光町も管轄していたが、翌日の3月27日に光町が山武郡横芝町と合併し山武郡横芝光町となり、旧横芝町の管轄であった山武警察署へ移管された。

## 所在地
- 千葉県匝瑳市八日市場イ559番地1

## 庁舎概要
匝瑳警察署庁舎
- 竣工年 : 1979年
- 延床面積 : 1,411m²
- 構造/規模 : RC造、地上4階

## 沿革
- 1874年（明治7年）：第十六大区取締所として発足
- 1954年（昭和29年）：千葉県八日市場警察署と改称
- 2006年（平成18年）1月23日：匝瑳市の誕生の日に併せて匝瑳警察署に改称

## 交番
なし

## 駐在所
- 飯高駐在所（匝瑳市飯高1683番地）

- 今泉駐在所（匝瑳市今泉44番地3）
- 共興駐在所（匝瑳市吉崎19番地2）
- 栄駐在所（匝瑳市栢田739番地）
- 須賀駐在所（匝瑳市高1987番地1）
- 椿海駐在所（匝瑳市椿969番地1）
- 豊栄駐在所（匝瑳市飯倉1627番地1）
- 豊和駐在所（匝瑳市大寺1450番地6）
- 野手駐在所（匝瑳市野手1279番地3）
- 平和駐在所（匝瑳市平木1347番地）
- 吉田駐在所（匝瑳市吉田4658番地1）